# 1917 في المملكة المتحدة
فيما يلي قوائم الأحداث التي وقعت خلال عام 1917 في المملكة المتحدة.

## سياسة

### تعيين في المنصب
- 17 يوليو – ونستون تشرشل Minister of Munitions [الإنجليزية]‏.

### انتهاء فترة المنصب
- 1 يناير – نيفيل تشامبرلين Lord Mayor of Birmingham ‏.
- 3 يناير – جورج كرزون Secretary of State for Air [الإنجليزية]‏.

## كتب
من الكتب التي صدرت هذه السنة في المملكة المتحدة:
- 1 يناير – حول النمو والشكل من تأليف دارسي وينتوورث طومسون.
- 1 يناير – قوسه الأخير من تأليف آرثر كونان دويل.

## مواليد

### يناير
- 1 يناير – جوني هولستون
- 9 يناير – كلود وليم رايت: إحاثي وجيولوجي بريطاني ولد في إلينبورو، وتوفي في 15 فبراير 2010 في بورفورد.

### فبراير
- 25 فبراير – أنتوني برجس كاتب إنجليزي.
- 28 فبراير – ليه هارت

### مارس
- 20 مارس – فيرا لين
- 24 مارس – جون كندرو

### أبريل
- 29 أبريل – دوغ رايت لاعب كرة قدم إنجليزي.

### يونيو
- 17 يونيو – جاك بريت متسابق دراجات نارية من المملكة المتحدة.

### أغسطس
- 8 أغسطس – إيرل كاميرون ممثل بريطاني.
- 23 أغسطس – أندريه واتركيين

### سبتمبر
- 18 سبتمبر – فيل تايلور لاعب كرة قدم إنجليزي.
- 23 سبتمبر – أندي بلاك لاعب كرة قدم اسكتلندي.

### أكتوبر
- 2 أكتوبر – كريستيان دو دوف
- 8 أكتوبر – رودني بورتر

### نوفمبر
- 22 نوفمبر – أندرو هكسلي

### ديسمبر
- 16 ديسمبر – آرثر سي كلارك

## وفيات

### يناير
- 2 يناير – إدوارد بيرنت تايلور (مواليد 1832) عالم بعلوم الإنسان من المملكة المتحدة.
- 4 يناير – فريدريك سيلوس (مواليد 1851)
- 29 يناير – لورد كرومر (مواليد 1841) دبلوماسي بريطاني.

### فبراير
- 17 فبراير – رالف سميث (مواليد 1858) سياسي كندي.

### مارس
- 30 مارس – فاني كوري (مواليد 1848)

### مايو
- 1 مايو – وليام نوكس دارسي (مواليد 1849) رجل أعمال من المملكة المتحدة.

### يونيو
- 1 يونيو – بيل لادبوري (مواليد 1891)
- 9 يونيو – توماس هيوز (مواليد 1832)

### يوليو
- 16 يوليو – هاري إس بارلو (مواليد 1860)

### أغسطس
- 20 أغسطس – جيمي سبيرز (مواليد 1886) لاعب كرة قدم إنجليزي.

### سبتمبر
- 9 سبتمبر – مايج سايرس (مواليد 1881) متزلجة فنية من المملكة المتحدة.

### نوفمبر
- 18 نوفمبر – ستانلي مود (مواليد 1864) ضابط من المملكة المتحدة.

### ديسمبر
- 5 ديسمبر – ادموند ريد (مواليد 1846)
- 15 ديسمبر – الليدي آن بلنت (مواليد 1837)
- 20 ديسمبر – اريك كامبل (مواليد 1879) ممثل بريطاني.